# Серебры
Серебры — антропогенное проточное озеро, расположенное в Карабашском городском округе Челябинской области. Площадь поверхности водного зеркала — 1,00 км². Высота над уровнем моря — 374,2 м. Наибольшая глубина — 4,02 м, средняя — 3,66 м. Наибольшие ширина и длина составляет, соответственно, 1 и 1,5 км.

## Этимология
Гидроним водоёма происходит от названия реки Серебрянки, которая протекает через озеро.

## Описание
Из водоёма вытекает река Серебрянка. Ранее на месте озера располагался рудник.
Серебры является источником питьевой воды для Карабаша. С 1985 года получила статус памятника природы областного значения.
Северо-западный берег заболочен. Окружено горами, поросшими смешанным лесом, в котором преобладает сосна. Также у берега произрастают берёзы и осины.
В озеро водятся щука, окунь, ёрш, чебак, лещ и плотва.